# إليزابيث ستانتون
إليزابيث ستانتون (بالإنجليزية: Elizabeth Stanton) هي مقدمة تلفزيونية وممثلة أمريكية، ولدت في 18 ديسمبر 1995 في لوس أنجلوس في الولايات المتحدة.

## وصلات خارجية
- الموقع الرسمي
- إليزابيث ستانتون على موقع IMDb (الإنجليزية)